# Theater van het sentiment
Theater van het sentiment is een Nederlands radioprogramma en voormalig televisieprogramma. Het radioprogramma werd aanvankelijk van maandag t/m donderdag van acht tot elf uur 's avonds in een voorstelling met drie bedrijven door de KRO uitgezonden op Radio 2 en de laatste jaren van 20:00-22:00. De laatste aflevering op die zender was op donderdag 4 juli 2013. In januari 2014 keerde het programma terug op NPO Radio 5 Nostalgia met Stefan Stasse met twee afleveringen per weekend, op zaterdag- en zondagmiddag van 16:00 tot 18:00. De uitzendingen worden sinds 13 januari 2019 gepresenteerd door Bart van Leeuwen.

## Geschiedenis
Het programma startte op 6 januari 1997 op Radio 2, destijds als onderdeel van een ander radioprogramma, De avond van twee. Het onderdeel Theater van het sentiment werd gepresenteerd door Ruud Hermans en Stefan Stasse. De eerste anderhalf jaar werd het alleen op maandagavond uitgezonden. De overige avonden werden ingevuld door programma's van de AVRO, EO en TROS. Vanaf maandag 7 september 1998 was Theater van het sentiment als programma vier avonden per week te beluisteren. In 2001 werd het programma bekroond met de Zilveren Reissmicrofoon. In oktober 2007 won het de De Gouden RadioRing, voor het beste radioprogramma van Nederland. In die periode was Marc Stakenburg, net als Stefan Stasse, twee avonden per week de vaste presentator. Stakenburg vertrok per 1 november 2012 bij Radio 2, en presenteerde op 30 augustus 2012 zijn laatste voorstelling.
Op donderdag 4 juli 2013 was de 3333ste en laatste uitzending van het programma op Radio 2. Hierin werd onder meer de 100.000ste plaat gedraaid (statistisch gezien).

## Opbouw
Het thema van het programma is altijd de huidige datum, maar dan in een bepaald jaar uit het verleden, de zogenaamde kroondag. In de begindagen van het programma werd voor de kroondag een dag uit grofweg de jaren 50 tot de jaren 80 gekozen; sinds 2012 lag de nadruk op de jaren 60 t/m 90 en sinds de verhuizing naar NPO Radio 5 ligt het accent op de jaren 60 tot de jaren 80. De muziek van het programma is de muziek die op de kroondag op de radio te horen was of in de hitlijsten stond. Voor de inhoud van het programma wordt een keuze gemaakt uit het nieuws dat op die dag in de kranten te lezen was of op radio en tv te horen of te zien. Met mensen die op de kroondag in het nieuws waren wordt indien mogelijk telefonisch contact gezocht, waarin op de gebeurtenissen wordt teruggekeken. Daarnaast besteedt het Theater in iedere voorstelling ook aandacht aan radio, televisie en film. Naast de bijdragen van de Theaterregie wordt iedere tijdreis naar het verleden gecompleteerd door de herinneringen van luisteraars. Als eindtune net voor 23.00 uur werd "Burning Religion" van Chris Field gebruikt (uitgevoerd door X-Ray Dog), na de eerste twee uren was de eindtune "Trein" van Sabien Tiels.

## Medewerkers
- Oud-presentatoren: 
  - Stefan Stasse
  - Ruud Hermans
  - Egbert Hermsen
  - Marc Stakenburg
  - Jeanne Kooijmans
  - Cobus Bosscha (lange tijd als invaller, later afwisselend met Stefan Stasse)
  - Peter van Bruggen (invaller)
  - Hans Smit (invaller)
  - Bert Haandrikman (invaller)
  - Astrid de Jong (invaller)

- Medewerkers nu: Bart van Leeuwen (vaste presentator), Marcel Ermers (eindredactie), Robin Peters, Maya Theunissen, Sophie Waltman, Marielle Dekker, Herma Niekoop (regie), Jaques van Aelst (muzieksamenstelling). Oud medewerkers: André Berghegen (eindredactie), Ingely Rutten, Eric Bakker, Rachel de Wit, Marielle van Kilsdonk, Karlijn Vernooij, Robert Kamer, Sander van Berkel, Elly van Loenen, Wouter van Zandelingen (redactie), Bart Stultiens, Axel van der Ende  (tekstschrijvers), Jacques van Aelst, Elly van Loenen (muzieksamenstellers) Telefoonteam: Mark Schmittmann, Petra Voorn, Patty Hamel, Bas van Dalen, William van Houte.

## Vaste rubrieken
- Interviews met gasten uit het kroonjaar.
- In de beginjaren "het kroonjuweel", ieder uur een nummer van een muziekalbum uit het kroonjaar.
- Top 5 uit de hitparade van de betreffende week uit het kroonjaar, altijd in het eerste bedrijf.
- Krantenkoppen van de kroondag (begin tweede bedrijf).
- Felicitaties van jarigen en jubilarissen (begin derde bedrijf).
- Al vanaf de begindagen (met een korte onderbreking van september 2011 tot juli 2012) had het programma ieder uur een spel. Voorbeelden zijn "de krasmachine" waarbij luisteraars een vervormd muziekfragment moesten raden, "jaar-in-jaar-uit", waarbij uit een aantal liedjes het liedje moest worden geraden dat een hit was op de kroondag, en de "keuzequiz", met een vraag over de actualiteit. De prijs voor de winnaar was in het begin een theaterbon; later werd dat een toneelkijker en daarna was het bijna altijd een schaalmodel van een auto.
- Tussen september 2011 en juli 2012 had het Theater van het sentiment het spel "de theatertweet", waarbij per twitterbericht of e-mail in maximaal 120 tekens een ode moest worden gebracht aan een onderwerp dat aan het begin van de uitzending werd bekendgemaakt.
- Op donderdagavonden rond 20:30, 21:30 en 22:30 een filmquiz met geluidsfragmenten aan de hand waarvan een filmtitel moest worden geraden.

## Televisieprogramma
Van 30 augustus 2004 tot en met 29 december 2006 was er ook een televisieversie van het Theater van het sentiment. Het programma werd een aantal dagen per week uitgezonden door de KRO. In elke aflevering stond een historische dag uit de jaren '60, '70 of '80 centraal. Met behulp van archiefmateriaal werd er met gasten teruggekeken op de gebeurtenissen van destijds.
Het programma werd afwisselend gepresenteerd door Frits Spits, Anita Witzier, Karin de Groot en Fons de Poel.
In het kader van 80 jaar KRO werden er in december 2005 vijf speciale afleveringen van het programma uitgezonden.